# Philereme japanaria
Philereme japanaria är en fjärilsart som beskrevs av John Henry Leech 1891. Philereme japanaria ingår i släktet Philereme och familjen mätare. Inga underarter finns listade i Catalogue of Life.